# Zvonimir Penović
Zvonimir Penović (1948.) hrvatski je književnik. Piše pjesme te djela koje su vrsta prožete filozofije, poezije i proze. Djelo Osluškivanje starih šutnji/Nacrt Partenona sadrži ima jedan dio koji je pripovijetka, čak ga se može smatrati kraćim romanom.
U književnosti se pojavio zbirkom pjesama. To je zbirka pjesama Prosinac. Ukupno je objavio deset knjiga. Djela mu obilježava to što ishode iz dubina helenske povijesne i filozofske baštine, "nastojeći u toj baštini pronaći teme koje su podatne za literarni, poglavito poetski diskurs". Piše i haiku pjesme i sudionik je susreta haiku pjesnika u Hrvatskoj (Kloštar, "Rene Matoušek" Obrovac. Piše i pjesme za djecu, a neke su mu izašle u antologiji More vedrine (priredili Drago Maršić i Mladen Vuković). U pjesmama opjevao je i grad Zagreb, splitskog zaštitnika sv. Duju, dio opusa mu je vjerski nadahnut.
Središnji je lik djela Osluškivanje starih šutnji/Nacrt Partenona francuski pjesnik Guillaume Appolinaire, kojem je ljubav bila jedna vojna bolničarka koja je po baki bila Hrvatica kojoj su vojnici okupatorske sile (ne navodi koje) ubili supruga a potom i nju.
Penovićeve su se pjesme našle u antologiji hrvatske ratne lirike U ovom strašnom času sastavljača Ive Sanadera i Ante Stamaća iz 1992. godine.
Pjesme je objavio u časopisu Mogućnosti u kojem je objavio pjesme na nestandardnim hrvatskim narječjima (Dug jazik, Sičanj, Beside...). Sudionik pjesničke manifestacije Dobrojutro, more 2000. i 2001. godine.

## Djela
- Prosinac, 1974.
- Lingvistika oči diže, 1981.
- Nedovršeno dno, 1988.
- Kratki naglasak, 1994.
- Sičanj: kišni dio sičnja, 1996.
- Nepripitomljene istine, 2000.
- Mrtve kiše, 2003.
- Vedrina uma, 2004.
- Osluškivanje starih šutnji/Nacrt Partenona, 2006.
- Zastah, pogledah, vidjeh!: (haiku pjesme), 2007.